# 五条為清
五条 為清（ごじょう ためきよ）は、室町時代中期の公卿。式部少輔・五条為守の子。官位は正三位・参議。五条家7代当主。

## 経歴
応永年間初頭の誕生と推定され、同24年（1417年）の釈奠に正五位下式部少輔として参列したことが『康富記』に記されている。この時は、為清が講師を務める予定であったが、「才学無きため」、上首である講頌を高辻家長と役目を交替したとある。もっとも、これは若年で未経験であったことによるもので、経験を積み重ねることでその能力を高めていき、同32年（1425年）には大内記に任じられ、3年後の称光天皇崩御の際には追号「称光院」を勘申した。
その後、少納言を経て、永享9年（1437年）には従三位大蔵卿に任ぜられ、続いて後花園天皇の侍読となった。この頃には後小松法皇・伏見宮貞成親王からも厚く信任された。特に貞成親王は世尊寺行長から「菅家数輩有りといへども、為清一人儒道の風を残す」という評判を聞き、後に意見を求めるために召し出して以後は中原康富と並んで重用したという。嘉吉元年（1441年）に高辻長郷を越えて左大弁に任ぜられ、翌2年（1442年）には正三位に叙せられるが、前年冬からの病が悪化して同年10月に死去した。死に際して参議に任ぜられた。

## 系譜
- 父：五条為守 - 宮内卿五条為綱の子
- 母：不詳
- 妻：不詳
  - 男子：五条為賢